# Кандјак (Квебек)
Кандјак (фр. Candiac) је град у Канади у покрајини Квебек. Према резултатима пописа 2011. у граду је живело 19.876 становника.

## Становништво
Према резултатима пописа становништва из 2011. у граду је живело 19.876 становника, што је за 24,6% више у односу на попис из 2006. када је регистровано 15.947 житеља.
| 2006.  | 2011.  |
| ------ | ------ |
| 15.947 | 19.876 |